# Panesthia karimuiensis
Panesthia karimuiensis är en kackerlacksart som beskrevs av Roth, L. M. 1979. Panesthia karimuiensis ingår i släktet Panesthia och familjen jättekackerlackor.
Artens utbredningsområde är Papua Nya Guinea. Inga underarter finns listade i Catalogue of Life.